# Falkenberg (comune)
Falkenberg è un comune svedese di 40 995 abitanti, situato nella contea di Halland. Il suo capoluogo è la cittadina omonima.

## Località
Nel territorio comunale sono comprese le seguenti aree urbane (tätort):
| #  | Località            | Popolazione |
| -- | ------------------- | ----------- |
| 1  | Falkenberg          | 28.357      |
| 2  | Skogstorp           | 2.124       |
| 3  | Slöinge             | 1.095       |
| 4  | Glommen             | 1.085       |
| 5  | Vessigebro          | 836         |
| 6  | Ullared             | 748         |
| 7  | Vinberg             | 654         |
| 8  | Långås              | 584         |
| 9  | Heberg              | 463         |
| 10 | Älvsered            | 441         |
| 11 | Långasand e Ugglarp | 417         |
| 12 | Ätran               | 405         |
| 13 | Morup               | 331         |
| 14 | Årstad              | 280         |
| 15 | Vinbergs kyrkby     | 268         |
| 16 | Bergagård           | 259         |
| 17 | Fegen               | 242         |
| 18 | Olofsbo             | 234         |
| 19 | Köinge              | 219         |

## Amministrazione

### Gemellaggi
- Borgarfjörður
- Gniezno
- Leirvík
- Pieksämäki
- Ullensaker